# Střepiny
Střepiny jsou zpravodajsko-publicistický pořad TV Nova vysílaný od roku 2002. Heslo pořadu je Nazýváme věci pravými jmény. V každém díle je několik reportáží, které se zabývají aktuálními událostmi z uplynulého týdne. Na začátku každého roku se také vysílá speciál, který se ohlíží za celým předchozím rokem. Moderátorkou je Bára Divišová. Slovenská verze pořadu byla na obrazovkách TV JOJ vysílaná pod názvem Črepiny.
V letech 2002–2010 se v moderování pořadu střídali Andrea Němcová a Stanislav Brunclík, jednotlivé příspěvky pak připravovali reportéři Televizních novin. Prvními stálými reportérkami v redakci Střepin se staly Michaela Nová a Bára Divišová. Po odchodu Brunclíka z Novy v roce 2010 pořadem následující sezónu provázela sama Němcová, která se zároveň starala o dramaturgii. Po jejím odchodu na mateřskou dovolenou se stala tváří pořadu Michaela Nová.  
Do září 2019 pořad moderovala Markéta Fialová. Po jejím odchodu převzala moderování Michaela Indráková. V listopadu 2019 odešla část tvůrčího týmu v čele s vedoucím vydání Tomášem Vojáčkem za Markétou Fialovou do televize Prima. Střepiny se od začátku vysílání zařadily mezi nejsledovanější publicistické pořady TV Nova.
Po Michaele Indrákové se stala moderátorkou Bára Divišová.